# Acineta
Genre
Classification phylogénétique
Acineta est un genre de la famille des Orchidaceae. Il était autrefois rattaché au genre Pleurothallis.

## Étymologie
Le nom du genre vient du grec ακινετοσ / akinetos, « immobile », par référence au labelle de la fleur.

## Répartition
Mexique, et Ouest de l'Amérique du sud.

## Liste partielle d'espèces
Liste partielle d'espèces 
- Acineta antioquiae
- Acineta barkeri
- Acineta beyrodtiana
- Acineta chrysantha
- Acineta confusa
- Acineta cryptodonta
- Acineta dalessandroi
- Acineta densa
- Acineta erythroxantha
- Acineta hagsateri
- Acineta hennisiana
- Acineta hrubyana
- Acineta mireyae
- Acineta salazarii
- Acineta sella-turcica
- Acineta sulcata
- Acineta superba